# Herbert Berliner
Herbert Samuel Berliner (* 13. September 1882 in Cambridge/Massachusetts; † 9. August 1966 in Montreal) war ein kanadischer Musikproduzent und Erfinder.

## Leben und Wirken
Berliner begann seine berufliche Laufbahn in der von seinem Vater Emil Berliner gegründeten Berliner Gramophone Company. 1906 wurde er Vizepräsident und Generalmanager des Familienunternehmens. Unter dem Label His Master’s Voice gab er ab 1916 eine anglophone und eine frankophone Aufnahmeserie heraus, in letzterer veröffentlichte er kanadische Künstler.
1921 verließ er die Berliner Gramophone Company und wurde Präsident des kanadischen Labels Compo, das er bereits 1918 gegründet hatte. Bei diesem ersten unabhängigen kanadischen Label experimentierte er bereits Anfang der 1920er Jahre mit der Tonaufzeichnung mit elektrischen Mikrophonen, ab 1924 mit Kunststoffmaterialien statt des zerbrechlichen Schellacks und ab 1929 mit "33er" Schallplatten.
Der wirtschaftliche Erfolg erlaubte ihm, unter dem Dach von Compo Labels wie Sun und Apex zu etablieren. Zu den kanadischen Musikern, die bei ihm aufnahmen, zählten u. a. Rex Battle, J. R. Dubois, Paul Dufault und Ruthven H. McDonald (bei Compo) sowie Willie Eckstein, Vera Guilaroff, Léo Le Sieur, Don Messer and His Islanders und das Andy Tripaldi Orchestra (bei Apex).
Berliner verkaufte Compo 1951 an Decca Records, blieb aber innerhalb von Decca bis zu seinem Tod Präsident von Compo. Das Label Apex überdauerte noch bis in die 1970er Jahre.